# 金屬箔

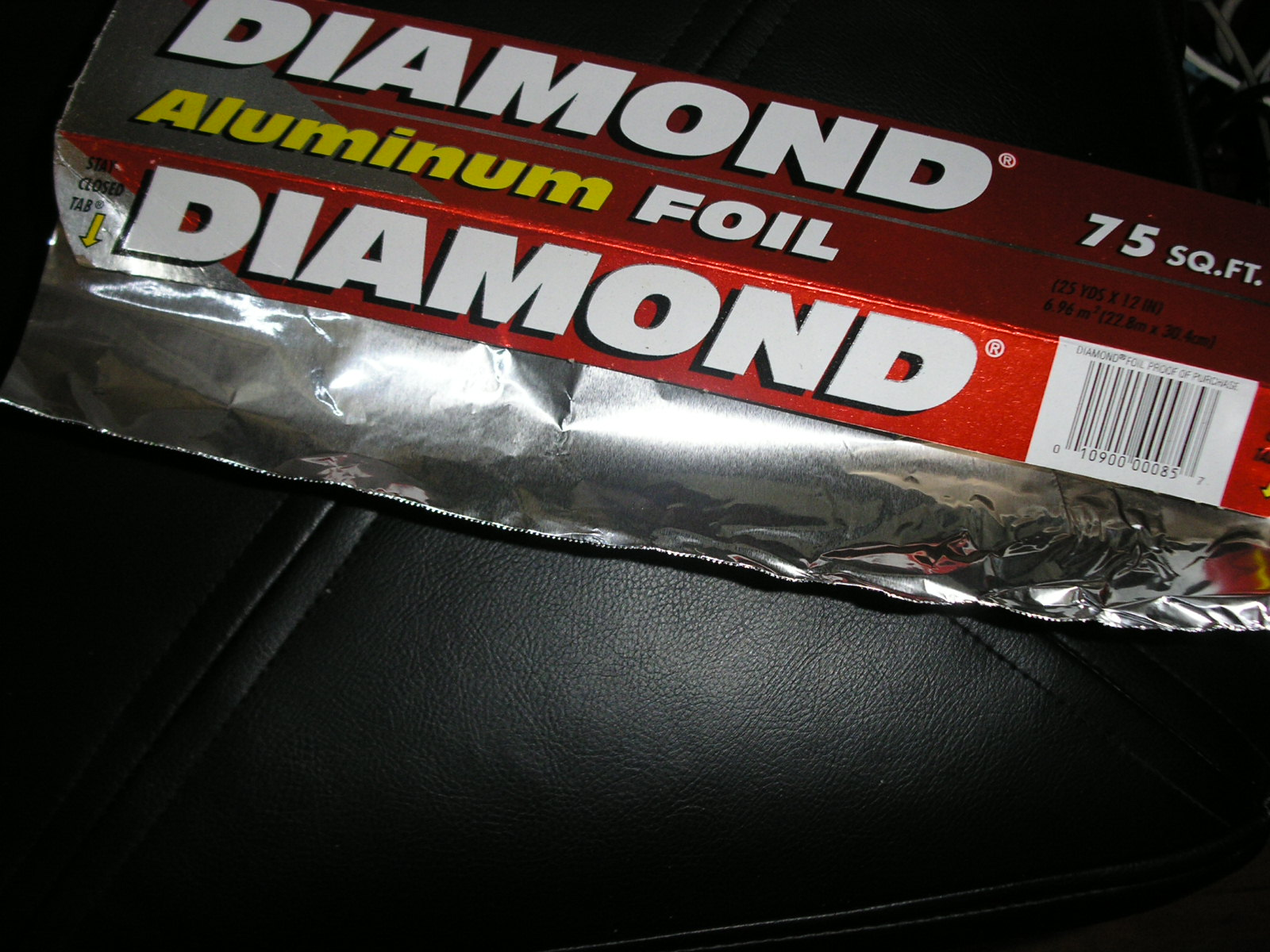
鋁箔紙

金屬箔是很薄的金屬片，一般會用錘鍛或是轧制的方式製造。金屬箔多半會選用延展性好的材料，例如鋁、銅、錫及金。金屬箔一般會因為本身的重量而彎曲，而且很容易撕開。金屬的延展性越好，可製成的金屬箔就更薄。例如鋁箔的厚度一般可到1/1000英吋
（0.03 mm），而延展性更好的金，可以製成厚度只有數個原子厚度的金箔。特別薄的金屬箔稱為金屬薄片，這類薄片很容易破裂，需要用特殊的刷子拾取。
金屬箔常用在日常生活中，若是因為熱輻射產生的低体温症，也可以用金屬箔減少熱輻射來改善症狀。